# Кирило Базеліос
Моран Мор Кирило Базеліос Католікос (уроджений Джеймс Маланчарувіл; 1935—2007) — перший великий архієпископ Сиро-маланкарської католицької церкви. Він був піднесений папою Іваном Павлом II у 1995 році.

## Раннє життя
Народився 16 серпня 1935 року в Пандаламі у штаті Керала на півдні Індії. Його ім'я при народженні було Джеймс Маланчарувіл.
У 1951 році вступив до Ордену Наслідування Христа (OIC) і взяв монаше ім'я Кирило. Після навчався в Римі висвячений на священика 4 жовтня 1960 року.

### Освіта
Він отримав ступінь доктора канонічного права в Папському Григоріанському університеті в Римі в 1965 році після отримання ступеня магістра психології в Університеті Св. Іоанна в Нью-Йорку. Викладав у Апостольській семінарії Св. Томи в Коттаямі та Папському інституті Св. Йосифа у Мангалапужі.

## Кар'єра
Кирило був призначений єпархом суфраганної діоцезії Батері 28 жовтня 1978 року та висвячений 28 грудня 1978 року Бенедиктом Грегоріосом, отримавши ім'я Кирило Базеліос.
6 листопада 1995 року він став архієпископом-митрополитом і главою Сиро-маланкарської католицької церкви. 9 січня 1996 року у Ватикані він отримав архієпископський палій від папи Івана Павла II.

### Верховний архієпископ
10 лютого 2005 року Сиро-маланкарська католицька церква отримала статус Вищої Архиєпископської Церкви згідно з нормами Кодексу Канонів Східних Церков. Він став першим сиро-малакарським верховним архієпископом, а його офіційний титул згідно із західно-сирійською традицією був Моран Мор Кирило Базеліос Католикос.
Він мав добрі екуменічні відносини з Індійською Православною Церквою, Сирійською Православною Церквою, Церквою Мар Тома та іншими церквами Св. Томи .
Базеліос помер від серцевого нападу 18 січня 2007 року в Трівандрумі.